# Sony Xperia Z5
Das Sony Xperia Z5 ist ein High-End-Smartphone der Xperia-Serie von Sony. Es wurde am 2. September 2015 zusammen mit dem Xperia Z5 Compact und dem Xperia Z5 Premium im Rahmen der IFA als Nachfolger des Xperia Z3+ vorgestellt. Die Neuerungen im Vergleich zum Vorgänger kommen eher im Detail zum Vorschein. So zum Beispiel wurde der Rahmen neu designt und auf der Rückseite kommt nun „frosted glass“ zum Einsatz, welches matter wirkt als die Rückseiten der früheren Xperia-Z-Modelle. Außerdem wird nun der neue Kamerasensor vom Typ Sony IMX 230, welcher schon im Xperia M5 verbaut ist, verwendet. Dieser löst nun mit 23 Megapixeln auf. Bei den Vorgängern vom Xperia Z1 bis zum Xperia Z3+ wird ein 20,7-Megapixel-Sensor verwendet und beim Xperia M5 einer mit 21,5 Megapixeln. Weiterhin setzt es auf einen Hybrid-Autofokus, welcher mit 0,03 Sekunden schneller als das Blinzeln eines menschlichen Auges ist. Laut ersten Berichten wurden die Überhitzungsprobleme des Vorgängers in Verbindung mit dem Qualcomm Snapdragon 810 SoC behoben. Wie seine Vorgänger ist das Xperia Z5 wasser- und staubdicht, nämlich nach IP68-Zertifizierung.
Das Xperia Z5 wurde mit der Android-Version 5.1.1 Lollipop mit Sony UI ausgeliefert. Ein Update auf die aktuelle Version 7.0 Nougat wird in Deutschland verteilt.

## Display
Das Sony Xperia Z5 besitzt ein 5,2 Zoll (13,2 cm) großes IPS-LC-Display mit einer Auflösung von 1080 × 1920 Pixeln (ca. 424 ppi Pixeldichte) und einem Farbraum von 16 Millionen Farben.
 
Der Touchscreen unterstützt zudem Multi-Touch-Gesten mit bis zu zehn Fingern.

## Kamera

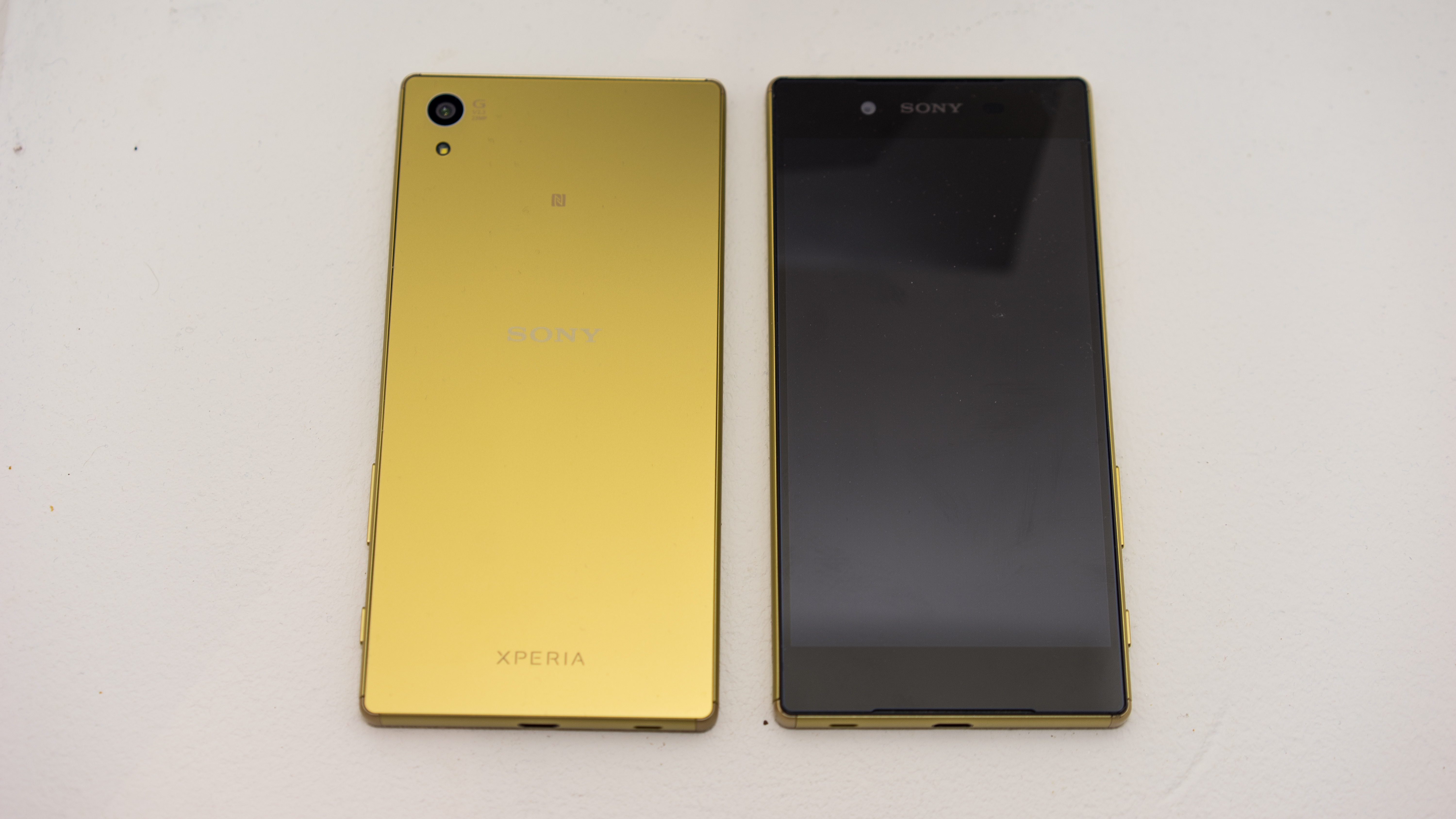
Vor- und Rückseite des Xperia Z5

Mit dem 1/2.3 inch Exmor RS for mobile-Sensor erlaubt die Kamera eine HDR-Videoaufnahme. Zudem bietet die 23-MP-Hauptkamera – neben der 5,1-MP-Frontkamera, welche auch fähig ist 88° Weitwinkelaufnahmen anzufertigen – weitere Leistungsmerkmale wie ein Blitzlicht mit pulsierender LED, einen Hybrid-Autofokus, welcher in 0,03 Sekunden fokussiert, Fokussieren und Aufnahme durch Tippen, Geotagging, einen digitalen Bildstabilisator, Rote-Augen-Reduzierung, Selbstauslöser und eine Gesichts- und Lächelerkennung. Zur Verbesserung der Fotoqualität wurde der Bildsensor um eine Sony-G-Lens-Optik mit einer Blende F 2.0 und einem leistungsfähigen BIONZ-Bildprozessor ergänzt, wie ihn z. B. auch einige Sony-Alpha- und NEX-Modelle besitzen.

## Design

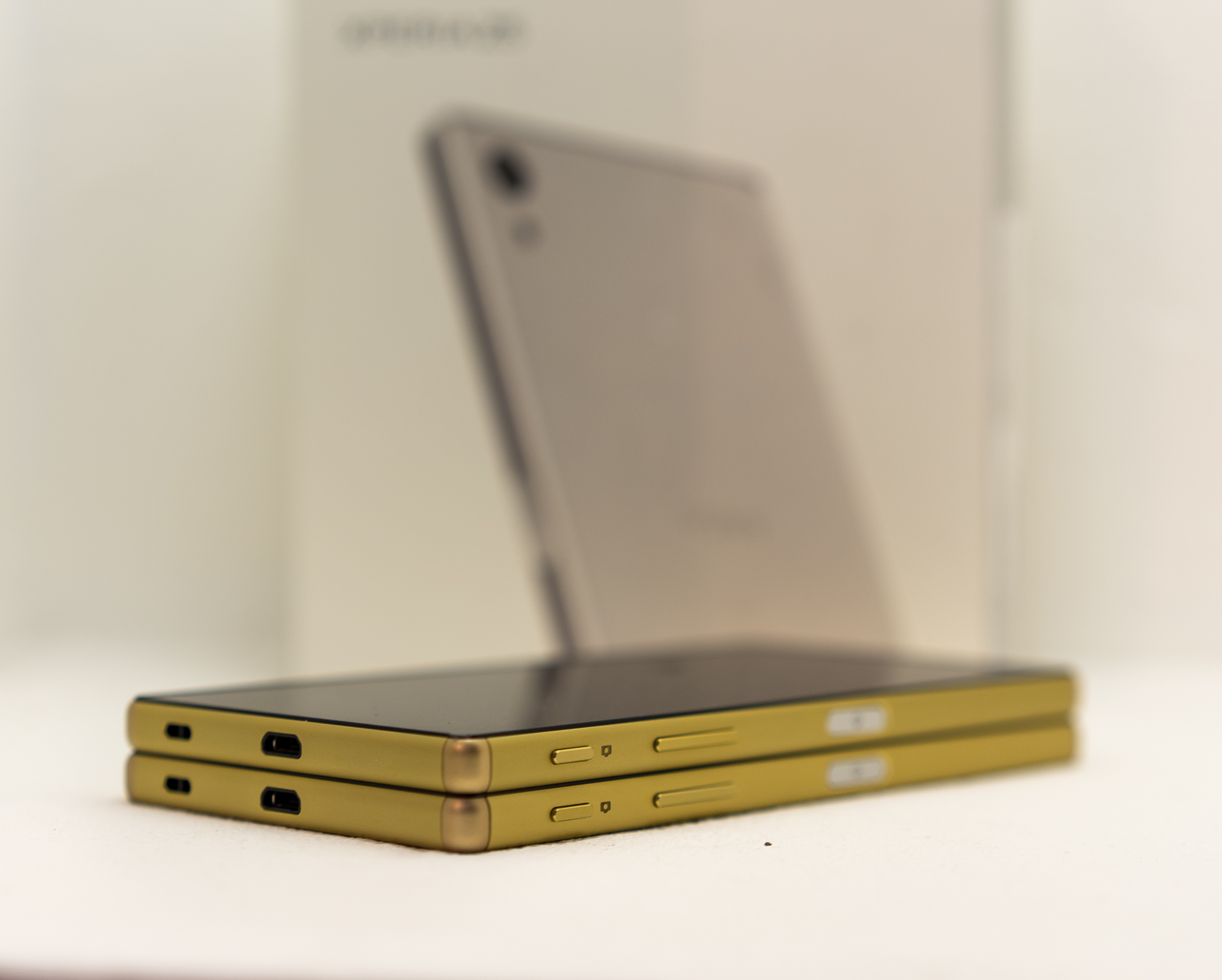

Das Aussehen des Xperia Z5 wurde nach dem OmniBalance-Konzept entwickelt, wobei die Vorder- bzw. Hinterseite mit Mineralglas beschichtet sind und von einem Metallrahmen in der Mitte unterstützt werden. Dieser ist nun nicht mehr komplett rund, sondern besteht aus einer fast glatten Fläche in der Mitte und leichten Abrundungen zu der Front- und Rückpartie hin. Die Ecken sind aus Nylon, um so besser vor Sturzfolgen zu schützen. Außerdem dienen sie als Aussparung für die Antennen des Gerätes. Sie sind ebenfalls an das Design des Z5 angepasst. Mit 7,45 mm Dicke ist das Xperia Z5 etwas dicker als das Xperia Z3+. Die Farbvarianten Schwarz und Weiß sind gleich geblieben, Kupfer und Silber wurden jedoch durch einen goldenen und einen grünen Ton ersetzt. Das Display wird bei diesen beiden Varianten von einem schwarzen Displayrand umgeben.

## Festigkeit
Das Gehäuse des Xperia Z5 ist wie beim Vorgänger Xperia Z3+ wasser- und staubdicht nach dem IP68-Standard. Das bedeutet, dass Staub in jeglicher Form und ein 30-minütiges Versinken in 1,5 m tiefem Wasser keine Schäden hervorruft. Sony bezieht diese Angaben jedoch nur auf Süßwasser.

## Bewertung und Kritik
In Expertentests wie z. B. der Zeitschrift Connect werden das wasserfeste, gut verarbeitete Gehäuse und der Fingerabdrucksensor, welcher in den Ein- und Ausschalter integriert wurde, positiv bewertet. Auf der anderen Seite wurde der hohe Preis und fehlende Funktionen wie ein optischer Bildstabilisator oder drahtloses Aufladen kritisiert.

## Preisentwicklung
Am 25. Januar 2016 senkte Sony die UVP des Z5 in Deutschland von 699 € auf 629 €. Das entspricht einer Preissenkung von 70 €. Derzeit liegt die UVP bei 599 €.